# 欧洲庭荠
欧洲庭荠（学名：Alyssum alyssoides）为十字花科庭荠属下的一个种。

## 扩展阅读
- 維基物種上的相關：欧洲庭荠